# Impasse des Cadeaux

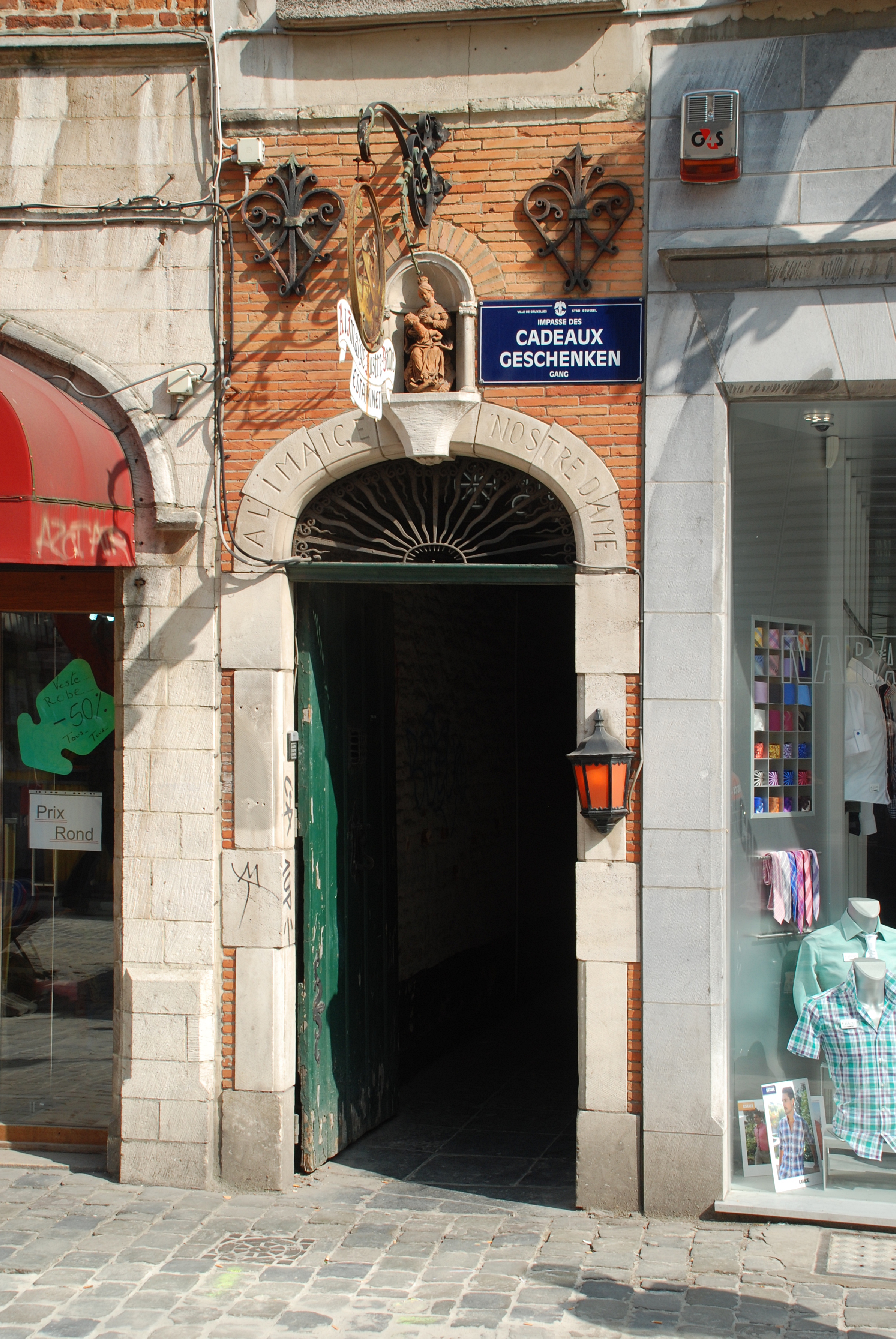
La porte d'accès surmontée de la statue de la Vierge à l'Enfant.

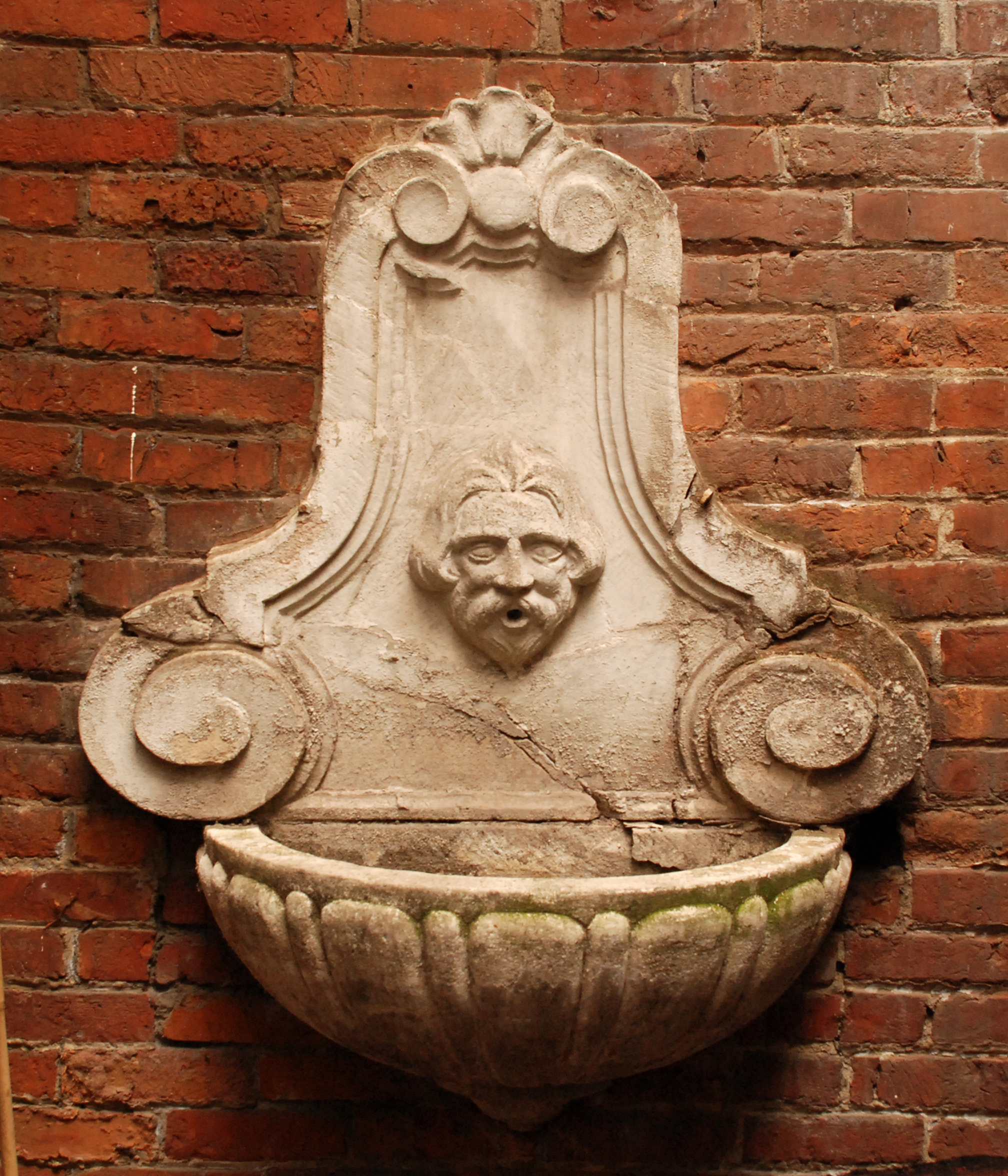
La vasque baroque

L'impasse des Cadeaux (en néerlandais : Geschenkengang) est une impasse du centre de la ville de Bruxelles en Belgique s'ouvrant sur la rue du Marché aux Herbes entre les numéros 6 et 8.
L'accès à l'impasse se fait par une porte surmontée d'une niche abritant une statue de la Vierge à l'Enfant.

## Situation et accès
L'impasse donne sur la rue du Marché aux Herbes entre le n°6 et le n°8,.

## Origine du nom
L'origine du nom de cette impasse est énigmatique. 
Il existait à Bruxelles une autre impasse presque homophone : l'impasse CADO appelée aussi impasse CADOLLE (Kadollegang en néerlandais), située rue des Vierges n°8 et disparue vers 1866.

## Historique
Cette impasse qui a été construite après le bombardement de Bruxelles de 1695, prend sa dénomination actuelle en 1851.
Les portes donnant accès à l'impasse des Cadeaux et à l'impasse Saint-Nicolas sont intégrées à un grand bâtiment de style baroque classicisant qui occupe les numéros 8-12 de la rue du Marché aux Herbes.
Ce bâtiment, dénommé « Maison de l'Ange », est daté de 1700 par un cartouche situé en haut de la façade (« MDCC ») mais il a reçu un nouveau parement en briques orange et en pierre d'Euville en 1946.

## Description
L'entrée de l'impasse des Cadeaux se situe à l'extrémité gauche de ce bâtiment. Datant de la rénovation de 1946, cette porte est constituée de piédroits harpés en pierre de taille supportant un arc en anse de panier sur lequel est gravé le nom de l'estaminet qui occupe le fond de l'impasse : « À l'Imaige Nostre-Dame ». 
Au-dessus de cet arc, une niche abrite une statue de la Vierge à l'Enfant, encadrée de deux ancres de façade en forme de cœur et surmontée de l'enseigne en fer forgé de l'estaminet.
À l'intérieur de l'impasse, les maçonneries sont faites de briques chaulées avec soubassement peint en noir et ancres de façade en forme de I et de fleur de lys.
Le mur du fond était orné d'une statue de la Vierge en terre cuite, disparue et brisée vers le 2 août 2011, et d'une vasque en pierre blanche ornée d'une tête d'homme et de deux volutes baroques.
Au fond de l'impasse, derrière une petite porte cintrée des environs de 1700, « À l'Imaige Nostre-Dame » est un estaminet de 1884, installé dans une maison qui date de 1682. Cet établissement fut populaire dans les années 1930, époque où il devint le rendez-vous des peintres, des écrivains et des poètes. C'est notamment là que se réunissait le Groupe du Lundi animé par Franz Hellens et auquel adhérèrent les écrivains Charles Bernard, Herman Closson, Marie Gevers, Michel de Ghelderode, Pierre Hubermont, Grégoire Le Roy, Georges Marlow, Charles Plisnier, Robert Poulet, Marcel Thiry, Henri Vandeputte et Horace Van Offel. Geert van Bruaene en fut un moment le patron.
On peut y boire une bière au fût peu connue : la Bourgogne des Flandres.

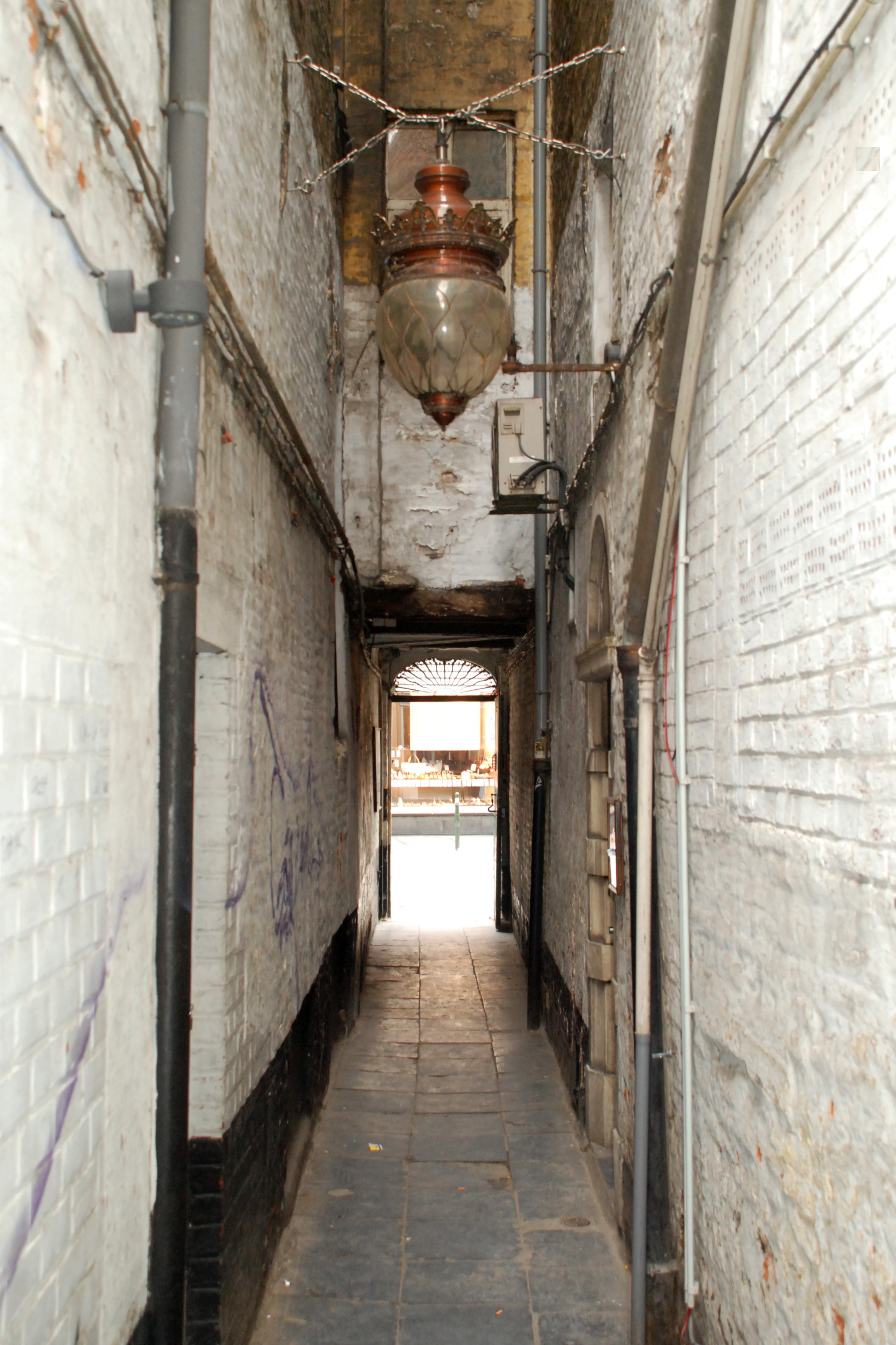
L'intérieur, vue vers la porte.
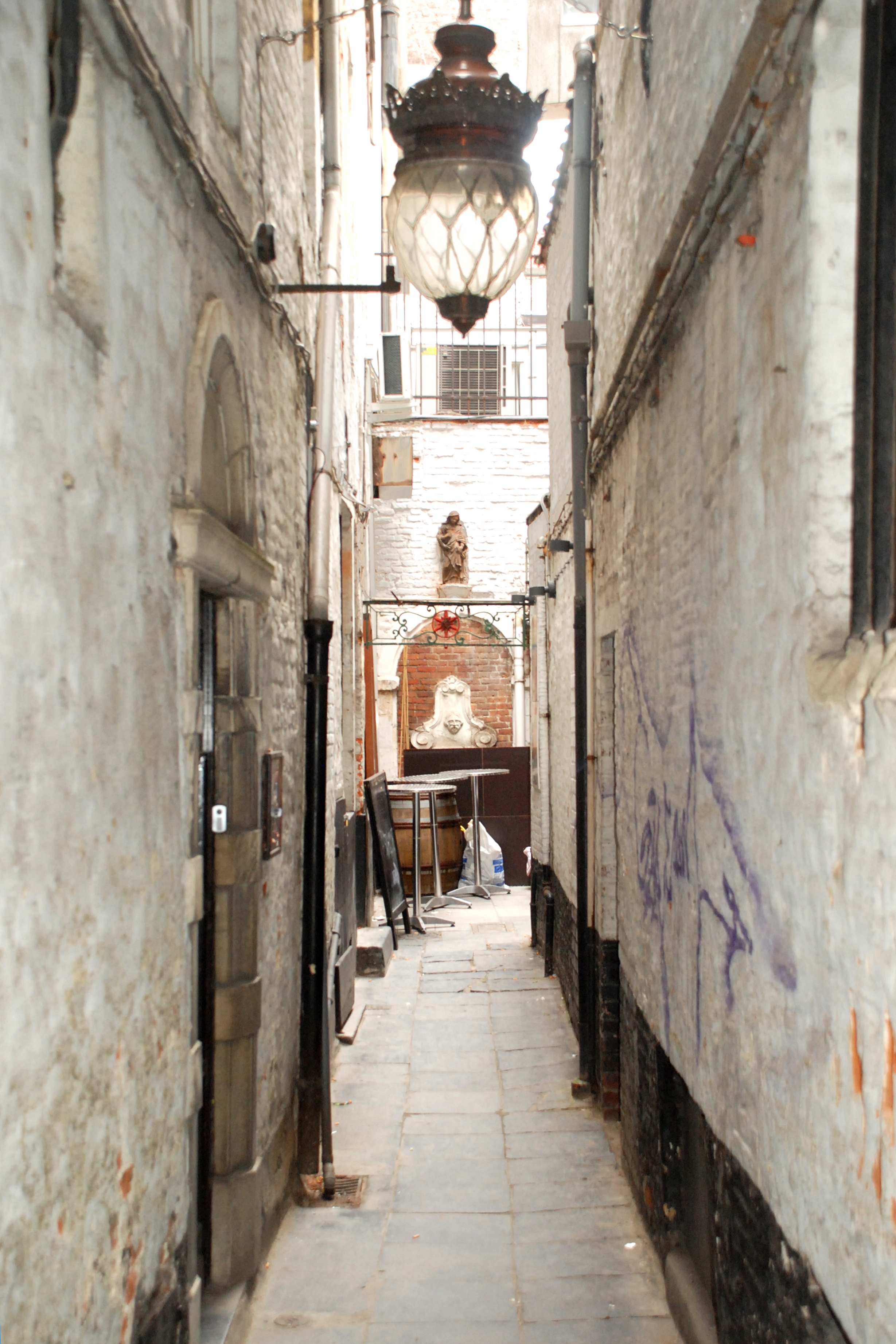
L'intérieur de l'impasse, vue vers le fond.
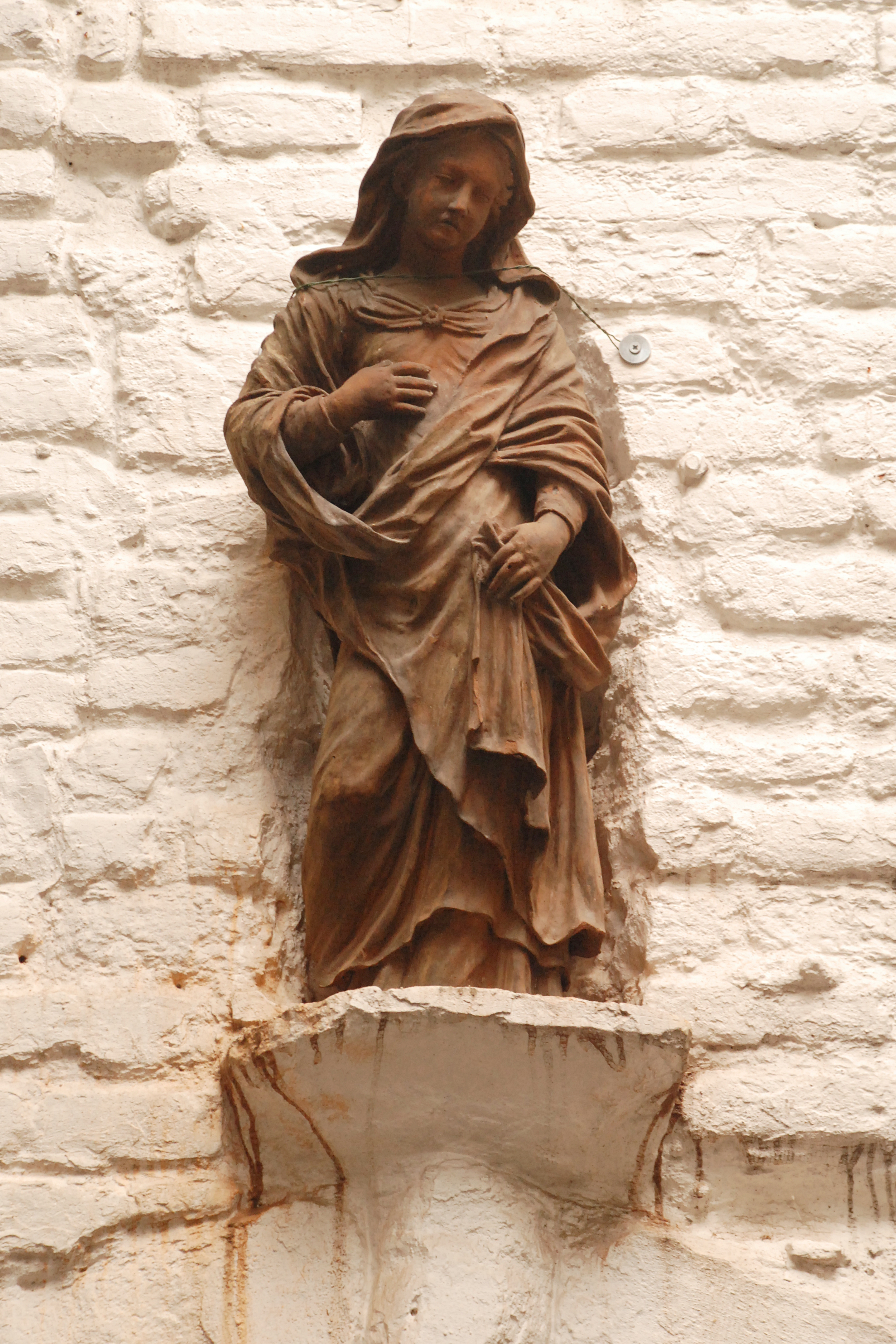
La statue de la Vierge qui ornait le fond de l'impasse avant sa disparition en 2011.